# Liste der Municipios im Departamento de Putumayo
Das Departamento de Putumayo besteht aus 13 Municipios. Diese untergliedern sich in einen Gemeindekern (cabecera municipal) und dem Umland (resto rural). Das Umland wiederum wird weiter unterteilt in sogenannte Polizeiinspektionen (Inspecciones de Policía Municipal), kleinere Ämter (corregimientos), Siedlungszentren (centros poblados) und Gehöfte (caseríos). Im Folgenden verzeichnet sind alle Gemeinden mit ihrer Gesamteinwohnerzahl sowie der Einwohnerzahl für Gemeindekern und Umland aus der Volkszählung des kolumbianischen Statistikamtes DANE aus dem Jahr 2018, hochgerechnet für das Jahr 2022.
| Municipio         | Gesamteinwohnerzahl | Einwohner Gemeindekern | Einwohner Umland | Karte |
| ----------------- | ------------------- | ---------------------- | ---------------- | ----- |
| Colón             | 5.682               | 3.554                  | 2.128            |       |
| Mocoa             | 60.572              | 42.044                 | 18.528           |       |
| Orito             | 39.810              | 21.579                 | 18.231           |       |
| Puerto Asís       | 69.074              | 41.999                 | 27.075           |       |
| Puerto Caicedo    | 16.448              | 6.691                  | 9.757            |       |
| Puerto Guzmán     | 37.682              | 5.315                  | 32.367           |       |
| Puerto Leguízamo  | 30.312              | 13.863                 | 16.449           |       |
| San Francisco     | 5.720               | 3.424                  | 2.296            |       |
| San Miguel        | 19.973              | 5.486                  | 14.487           |       |
| Santiago          | 7.509               | 3.570                  | 3.939            |       |
| Sibundoy          | 15.902              | 10.497                 | 5.405            |       |
| Valle del Guamuez | 35.621              | 16.373                 | 19.248           |       |
| Villagarzón       | 24.759              | 15.106                 | 9.653            |       |